# John Jarvis
John Arthur Jarvis (Leicester, 24 februari 1872 - Burnley, 14 september 1952) was een Brits waterpolospeler.
Tijdens de Olympische Zomerspelen 1900 won Jarvis met de Britse waterpoloploeg de gouden medaille. Tijdens deze spelen won bij het zwemmen de gouden medaille op de 1000 en 4000 meter vrije slag.
Thomas Coe · Robert Crawshaw · William Henry · John Jarvis · Peter Kemp  · Victor Lindberg · Frederick Stapleton
- Bibliothèque nationale de France: cb14977159b (data)
- International Standard Name Identifier: 0000 0004 5094 1757
- Virtual International Authority File: 316737168